# Big Brother and the Holding Company
Big Brother and the Holding Company és un grup rock estatunidenc que es va formar a San Francisco el 1965 com a part de l'escena musical psicodèlica que va produir conjunts com Grateful Dead, Quicksilver Messenger Service i Jefferson Airplane.
Ells són més ben coneguts com la banda on es va destacar Janis Joplin com a cantant principal.
El seu àlbum de 1968, Cheap Thrills es considera una de les obres mestres del so psicodèlic de San Francisco. Va aconseguir el número u del Billboard i va ser classificat en el lloc 338 dels 500 millors àlbums de tots els temps segons Rolling Stone.

## Discografia
- Big Brother & the Holding Company (1967)
- Cheap Thrills (1968)
- Be a Brother (1970)
- How Hard It Is (1971)
- Can't Go Home Again (1997)
- Live at Winterland '68 (1998)
- Do What You Love (1999)
- Hold Me (2006)
- The Lost Tapes (2008)